# Филипп Ганау-Горжовицский
Филипп Ганау-Горжовицский, граф Шаумбургский (нем. Philipp von Hanau-Hořovice; 29 декабря 1844, Кассель — 28 августа 1914, Оберурфф-Шиффельборн) — немецкий аристократ и политик, морганатический потомок Гессенского дома.

## Биография
Филипп родился 29 декабря 1844 года. Он был младшим ребёнком курфюрста Гессен-Касселя Фридриха Вильгельма I и его морганатической супруги, Гертруды Фалькенштейн. Из-за происхождения своей матери, не мог унаследовать престол государства.
2 июня 1853 года курфюрст пожаловал своей супруге и всем детям титул принцев Ганау-Горжовицских. Австрийское признание титула последовало 6 марта 1855 года. После низложения отца в 1866 году, отправился с ним в изгнание в Австрию. Там он вступил в армию и проживал с родителями в Праге и замке Горжовице. В 1867 году, дослужился до звания капитана.
После смерти отца, его второй брат Мориц стал князем Ганау-Горжовицским. Старший сын курфюрста Фридрих Вильгельм бы исключен из линии из-за морганатического брака. Весной 1875 года Филипп также вступил в морганатический брак, таким образом был лишён право на наследование титула.
В 1878 году участвовал в оккупации Боснии австрийскими войсками. В 1875 году он вернулся в Гессен и приобрел поместье и усадьбу в Оберурфе, у вдовы Филиппа фон Винцингероде, прусского регионального директора в административном округе Кассель. На этом месте он построил в 1877 году замок Оберурф, в стиле необарокко с обширным ландшафтным парком. Затем он перевез в Оберурф библиотеку и архивы отца. 
С 1890 по 1903 год Филипп был членом городского парламента Касселя и был членом ландтага Гессен-Нассау, но его попытки получить место в Рейхстаге не увенчались успехом.
Умер 28 августа 1914 года, в возрасте 69 лет.

## Потомство
Филипп женился на Альбертине Хубачек-Штаубер (1840—1912) в Вене 29 марта 1875 года. Так как брак был морганатическим, она и её дети носили титул графов Шаумбург. В этом браке родились трое сыновей:
- Филипп фон Шаумбург (17 апреля 1868 — 19 сентября 1890), женат не был. Детей не имел.
- Фридрих Вильгельм Август фон Шаумбург (18 декабря 1875 — 26 декабря 1898), женат не был. Детей не имел.
- Карл Август Фридрих Феликс фон Шаумбург (10 августа 1878 — 2 декабря 1905), 28 сентября 1901 года женился на Анне фон Тротт цу Зольц (1870—1942). У них родились две дочери:
  - Альбертина фон Шаумбург (23 августа 1902 — 29 августа 1935), 16 сентября 1922 года вышла замуж за Эдвина фон Роткирха и Траха. У них родился один сын:
    - Леопольд фон Роткирх и Трах (27 декабря 1923 — 27 октября 2009), немецкий фермер. Был дважды женат. Имел двух детей.

  - Мария Луиза фон Шаумбург (17 декабря 1903 — 30 июня 1975), 2 июня 1927 года вышла замуж за Ганса Треуша фон Буттлар-Бранденфельса (1885—1946). У них родилось трое детей:
    - Мариэль Треуш фон Буттлар-Бранденфельс (25 апреля 1928 — 28 ноября 1998), была замужем за Леопольдом Байерлем (1915—1991). Имела двух детей.
    - Марианна Треуш фон Буттлар-Бранденфельс (9 мая 1930 — 22 апреля 2010), 30 октября 1960 года вышла замуж за Герберта Виганда (1936—2018). Супруги имели четверых детей.
    - Ханс Адольф Треуш фон Буттлар-Бранденфельс (23 февраля 1933 — 16 ноября 2011), 21 января 1959 года женился на Инге Парпарт (род. 1931). У них родился один сын.